# Vliegtuigkaping van Tbilisi

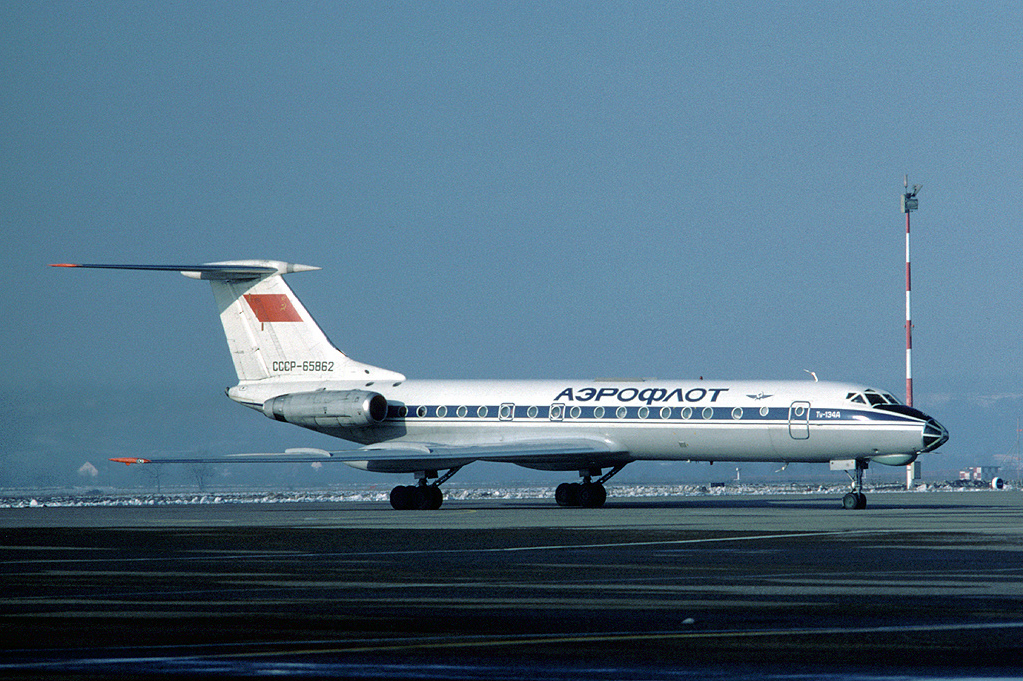
Een vergelijkbare Tu-134 van Aeroflot.

De vliegtuigkaping van Tbilisi was een vliegtuigkaping die op 18 november 1983 door zeven jonge Georgiërs werd ondernomen. Zij probeerden tevergeefs om een Aeroflot-lijnvlucht van Tbilisi naar Leningrad gewapenderhand tot landen in Turkije te dwingen. De kapers werden ter dood veroordeeld en geëxecuteerd.

## De kaping
De zeven kapers waren afkomstig uit de Georgische intelligentsia. Zij waren artsen, kunstenaars en toneelspelers die de Sovjet-Unie probeerden te ontvluchten. Nadat het Toepolev Tu-134A-toestel met aan boord 57 passagiers en zeven bemanningsleden was opgestegen sloegen twee van de kapers een stewardess neer. Vervolgens drongen zij de cockpit binnen waar ze twee piloten doodschoten en eisten dat het toestel in Turkije zou landen. Het cockpitpersoneel verzette zich echter, schoot één kaper dood en verwondde de andere toen die uit de cockpit weg probeerde te vluchten. In de passagierscabine kwam het tot meerdere schotenwisselingen. De Tupolev met registratienummer CCCP-65807 landde vervolgens weer op de luchthaven van Tbilisi. De kapers dreigden het vliegtuig te zullen opblazen en eisten vrije doorgang naar Turkije.
Edoeard Sjevardnadze, de toenmalige Eerste Secretaris van de Georgische Communistische Partij, liet uit Moskou een Alfa-groep komen, een in terrorismebestrijding gespecialiseerde eenheid van de KGB. Hij hield persoonlijk toezicht op de overmeestering van de kapers. De ouders van de kapers probeerden vergeefs een bestorming van het vliegtuig te voorkomen, door aan te bieden zelf naar binnen te gaan en hun kinderen tot overgave te overreden. Sjevardnadze ging op dat aanbod niet in. Vroeg in de ochtend van de 19e november bestormde de Alfa-groep het vliegtuig. Daarbij werden twee kapers, twee passagiers en een stewardess gedood. De vier overlevende kapers werden gearresteerd.

## De veroordeling
Sjevardnadze omschreef de kapers als drugsverslaafden en bandieten. Tijdens hun gevangenschap mochten ze geen bezoek ontvangen noch brieven schrijven. In augustus 1984 werden ze in Tbilisi berecht en, met uitzondering van de 19-jarige Tina Petviasjvili, ter dood veroordeeld. Hun biechtvader, de orthodoxe priester Theodor Tsichladze, werd enkele maanden later eveneens gearresteerd. Hoewel hij van de kapingsplannen niets wist werd ook hij ter dood veroordeeld.
De familieleden van de kapers werden door de Georgische overheid nog jarenlang onder druk gezet. Enkelen verloren op bevel van de Communistische Partij hun werk bij overheidsinstellingen.

## Reacties in Georgië
Veel Georgiërs beschouwden de vliegtuigkaping als een nationale tragedie. In Tbilisi circuleerden petities waarin werd bepleit dat de kapers niet ter dood zouden worden veroordeeld. Men zag de kapers als jonge, goed opgeleide mensen die zich niet konden verenigen met de sovjet-maatschappij en die droomden van een leven in een vrij land. Nadat Georgië in 1991 onafhankelijk was geworden werd in de media geschreven dat Sjevardnadze de doodstraf had bedongen om zijn positie in de Communistische Partij te verstevigen en om zijn loyaliteit jegens het regime in Moskou te bewijzen.

## Cultuur
In 2001 werd in het Vrije Theater (tavisoepali teatri) van Tbilisi het toneelstuk Jeans Generation, vertraagd Requiem van Davit Toerasjvili opgevoerd. Het stuk was gebaseerd op zijn boek Weg uit de USSR waarin de vliegtuigkaping centraal staat. Eerder had het Marjanisjvili Staatstheater de voorstelling geweigerd, omdat Sjevardnadze, inmiddels president van Georgië, de oude zaak niet meer wilde oprakelen.
In 2003 maakte de in Georgië geboren auteur en regisseur Zaza Roesadze de documentaire Bandits over het de gebeurtenis en de achtergrond ervan. De film werd in 2004 vertoond op verschillende internationale filmfestivals en uitgezonden in Duits- en Franstalige EU-landen, evenals op de Georgische publieke televisie.
In 2017 verscheen de dramafilm Hostages gebaseerd op de vliegtuigkaping en werd geregisseerd en geschreven door Rezo Gigineisjvili. De film werd vertoond op het 67e Internationale Filmfestival van Berlijn.